# Grimmia pilifera
Grimmia pilifera är en bladmossart som beskrevs av Palisot de Beauvois 1805. Grimmia pilifera ingår i släktet grimmior, och familjen Grimmiaceae. Inga underarter finns listade i Catalogue of Life.